# Accademia di belle arti europea dei media
L'Accademia di belle arti europea dei media (conosciuta anche con l'acronimo ACME) è un ateneo con sede in via Cagnola 17 a Milano.

## Descrizione
L'accademia è legalmente riconosciuta dal ministero dell'istruzione nell'ambito del settore dell'alta formazione artistica e musicale e rilascia titoli di studio di primo e secondo livello in "Arti visive e discipline dello spettacolo". L'accademia permette di seguire cinque differenti indirizzi di studio:
- Scenografia
- Pittura
- Grafica
- Comunicazione visiva multimediale
- Restauro e conservazione dei beni aritistici